# Ashley Heights
Ashley Heights es un lugar designado por el censo ubicado en el condado de Hoke en el estado estadounidense de Carolina del Norte. La localidad en el año 2000, tenía una población de 341 habitantes en una superficie de 6,3 km², con una densidad poblacional de 54,5 personas por km².

## Geografía
Ashley Heights se encuentra ubicado en las coordenadas 35°5′2″N 79°22′19″O / 35.08389, -79.37194. Según la Oficina del Censo, la localidad tiene un área total de 6,3 km² (2,4 mi²), de la cual 6,3 km² (2,4 mi²) es tierra y 0 km² (0 mi²) (0.82%) es agua.

### Localidades adyacentes
El siguiente diagrama muestra a las localidades en un radio de 16 kilómetros (9,9 mi) de Ashley Heights.

## Demografía
En el 2000 la renta per cápita promedia del hogar era de $32.679, y el ingreso promedio para una familia era de $28.000. El ingreso per cápita para la localidad era de $16.467. En 2000 los hombres tenían un ingreso per cápita de $40.938 contra $21.042 para las mujeres. Alrededor del 22.90% de la población estaba bajo el umbral de pobreza nacional.